# Knut Nordström
Knut Oskar Erik Nordström, född den 27 januari 1930 i Stockholm, död den 31 januari 2025 i Stockholm, var en svensk lärare och författare. Nordström skrev experimentella, närmast essäistiska romaner som Doktor Mirakels medicin (1957), Barfotingen (1961) och En fördömds memoarer (1963). I debattboken Den overkliga kulturen (1971) tog han avstånd från den så kallade fiktionslitteraturen. Efter 37 års uppehåll återkom han som författare i och med romanerna Sagoberättaren (2012) och Hotell helvetet (2018).